# Liste des sites mégalithiques dans le district de Coimbra
Cette liste non exhaustive recense les principaux sites mégalithiques dans le district de Coimbra, au Portugal.

## Liste
| Site                         | Type   | Municipalité         | Notes | Coordonnées                 | Image                 |
| ---------------------------- | ------ | -------------------- | ----- | --------------------------- | --------------------- |
| Dolmen des Carniçosas        | Dolmen | Figueira da Foz      |       | 40° 11′ 12″ N, 8° 48′ 24″ O | Dólmen das Carniçosas |
| Anta de Arcaínha             | Dolmen | Oliveira do Hospital |       | 40° 26′ 43″ N, 7° 50′ 40″ O |                       |
| Anta de Curral dos Mouros    | Dolmen | Oliveira do Hospital |       | 40° 27′ 08″ N, 7° 48′ 19″ O |                       |
| Anta de Pinheiro dos Abraços | Dolmen | Oliveira do Hospital |       | 40° 22′ 01″ N, 7° 52′ 46″ O |                       |